# Louis Eustache d'Osmond

Armoiries

 Louis Eustache d'Osmond, 3e comte de Boitron, est un militaire français né au château de Médavy (Orne) le 22 juin 1720, décédé en son habitation du quartier Maribarou, à Saint-Domingue et enterré au Cap Français le 26 mars 1781 .

## Biographie
Louis Eustache est baptisé le 29 juillet 1720, fils d'Eustache d'Osmond (né en 1683) et de Marie Louise de Pardieu de Maucomble. Il est présenté de minorité dans l'ordre de Saint-Jean de Jérusalem, mais compte tenu de son jeune âge ne fera jamais ses caravanes et ne prononcera jamais ses vœux de frère-chevalier de l'Ordre ce qui lui permettra de se marier en 1750. Il est nommé page de la grande écurie du roi en 1729. Il entra ensuite dans la marine comme enseigne de vaisseau.
Capitaine de corvette en 1746, il fut contraint par une tempête de relâcher à la Martinique. Il trouva toute la colonie tombée sous l'emprise d'un aventurier qui se faisait passer pour le duc de Modène, frère de la duchesse de Penthièvre. Le prétendu prince lui enjoignit d'aller porter des dépêches au comte de Maurepas, alors secrétaire d'État à la Marine, lui promettant le commandement d'une frégate une fois sa mission accomplie. D'Osmond abandonna sa corvette, qui n'était pas en état de reprendre la mer, et fit voile vers la France sur une modeste goélette. Arrivé à Versailles, Maurepas rit de sa mésaventure mais voulut bien le nommer capitaine de frégate.
Nommé commandant des milices du Fort-Dauphin à Saint-Domingue, il y épousa le 12 octobre 1750 une parente éloignée, Marie Élisabeth Cavelier de la Garenne, fille d’Antoine Pierre Cavelier de la Garenne et d’Anne de Pardieu de Croislet, qui passait pour extrêmement riche. En réalité, si elle possédait de magnifiques habitations, ses affaires étaient très compromises, et d'Osmond décida de s'établir dans la colonie pour les remettre en ordre. Il y mourut sans y être parvenu, engendrant de nombreux enfants qu'il envoya successivement en France pour les y établir :
1. René Eustache d'Osmond (1751-1838), 4e comte de Boitron, 3e marquis d'Osmond ;
2. N... († 1758) ;
3. Antoine Eustache d'Osmond (1754-1823), évêque de Comminges en 1788 puis évêque de Nancy en 1805 et comte de l'Empire ;
4. Jean Joseph Eustache d'Osmond (n. en 1755), dit l'abbé d'Osmond, agent général du clergé de France, aumônier du roi Louis XVI depuis 1788, massacré à Saint-Domingue pendant la Révolution[4] ;
5. Marie Joseph Eustache d'Osmond (1756-1839), dit le vicomte d'Osmond, militaire ;
6. Anne Élisabeth Rosalie d'Osmond, dite Rose Joséphine, qui épousa Robert Maurice, comte d’Argoult ;
7. N... d'Osmond, lieutenant de vaisseau, mort durant la Guerre d'indépendance des États-Unis ;
8. Anne d'Osmond, qui épousa François d'Oilliamson, marquis de Courcy.

Le marquis d'Osmond fut fait chevalier de l'ordre de Saint-Louis le 18 août 1772[Qui ?].